# Nhiệm vụ tối mật
Nhiệm vụ tối mật (tựa gốc tiếng Anh: Mission Top Secret) là một phim truyền hình nhiều tập của Úc được phát sóng từ năm 1992 đến năm 1995 ở nước này.
Phần phim thử nghiệm của Nhiệm vụ tối mật là một phim truyền hình năm 1991 nằm trong sê ri South Pacific Adventure với kinh phí 1 triệu đô la.

## Danh sách diễn viên
- Jennifer Hardy trong vai Victoria Wiggins (phần 1)
- Andrew Shephard trong vai Albert Wiggins (phần 1)
- Deanna Burgess trong vai Jemma Snipe (phần 1)
- Rossi Kotsis trong vai Spike Baxter (phần 1-2)
- Shane Briant trong vai Neville Savage (phần 1-2)
- Frederick Parslow trong vai Sir Joshua Cranberry (phần 1-2)
- Emma Jane Fowler trong vai Sandy Weston (phần 1-2)
- Jamie Croft]] trong vai David Fowler (phần 2)
- Lauren Hewett trong vai Kat Fowler (phần 2)

## Danh sách tập phim
Phần 1
- The Falling Star (các tập 1.01 - 1.04)
- Eagles from the East (các tập 1.05 - 1.08)
- The Mona Lisa Mix-Up (các tập 1.09 - 1.12)
- The Treasure Of Cala Figuera (các tập 1.13 - 1.16)
- The Polish Pony Puzzle (các tập 1.17 - 1.20)
- The Flight Of The Golden Goose (các tập 1.21 - 1.24)

Phần 2
- The Crown Jewels Are Missing (các tập 2.01 - 2.04)
- The Return Of The Dinosaur (các tập 2.05 - 2.08)
- The Golden Voice (các tập 2.09 - 2.12)
- The Treasure Of Elephant Ridge (các tập 2.13 - 2.16)
- The Emperor's Pearl (các tập 2.17 - 2.20)
- The Toymaker (các tập 2.21 - 2.24)

## Phát sóng ở nước khác

### Việt Nam
Tại Việt Nam, phim được phát trên sóng VTV lúc 18 giờ hàng tuần mỗi ngày từ năm 1995. Tờ Nhân dân cho rằng Nhiệm vụ tối mật đã trở thành một phần ký ức của khán giả trẻ tuổi thời bấy giờ.